# Богатьковское сельское поселение
Бога́тьковское се́льское поселе́ние — упразднённое муниципальное образование в составе Торжокского района Тверской области. На территории поселения находится 22 населенных пункта.
Центр поселения — деревня Богатьково.
Образовано в 2005 году, включило в себя территории Богатьковского и Воропунивского сельских округов.
Законом Тверской области от 17 апреля 2017 года № 23-ЗО были преобразованы, путём их объединения, муниципальные образования Высоковское, Богатьковское и Ладьинское сельские поселения в Высоковское сельское поселение.

## Географические данные
- Общая площадь: 155,8 км²
- Нахождение: южная часть Торжокского района
  - Граничит:
    - на северо-востоке — с Сукромленским СП
    - на востоке — с Высоковским СП
    - на юге — со Старицким районом, Берновское СП
    - на западе — c Страшевичским СП

По территории поселения протекает река Тьма и её приток Нашига.

## Население
По переписи 2002 года — 481 человек (230 в Богатьковском и 251 в Воропунивском сельском округе), на 01.01.2008 — 389 человек. 
Национальный состав: русские.

## Населенные пункты
На территории поселения находятся следующие населённые пункты:

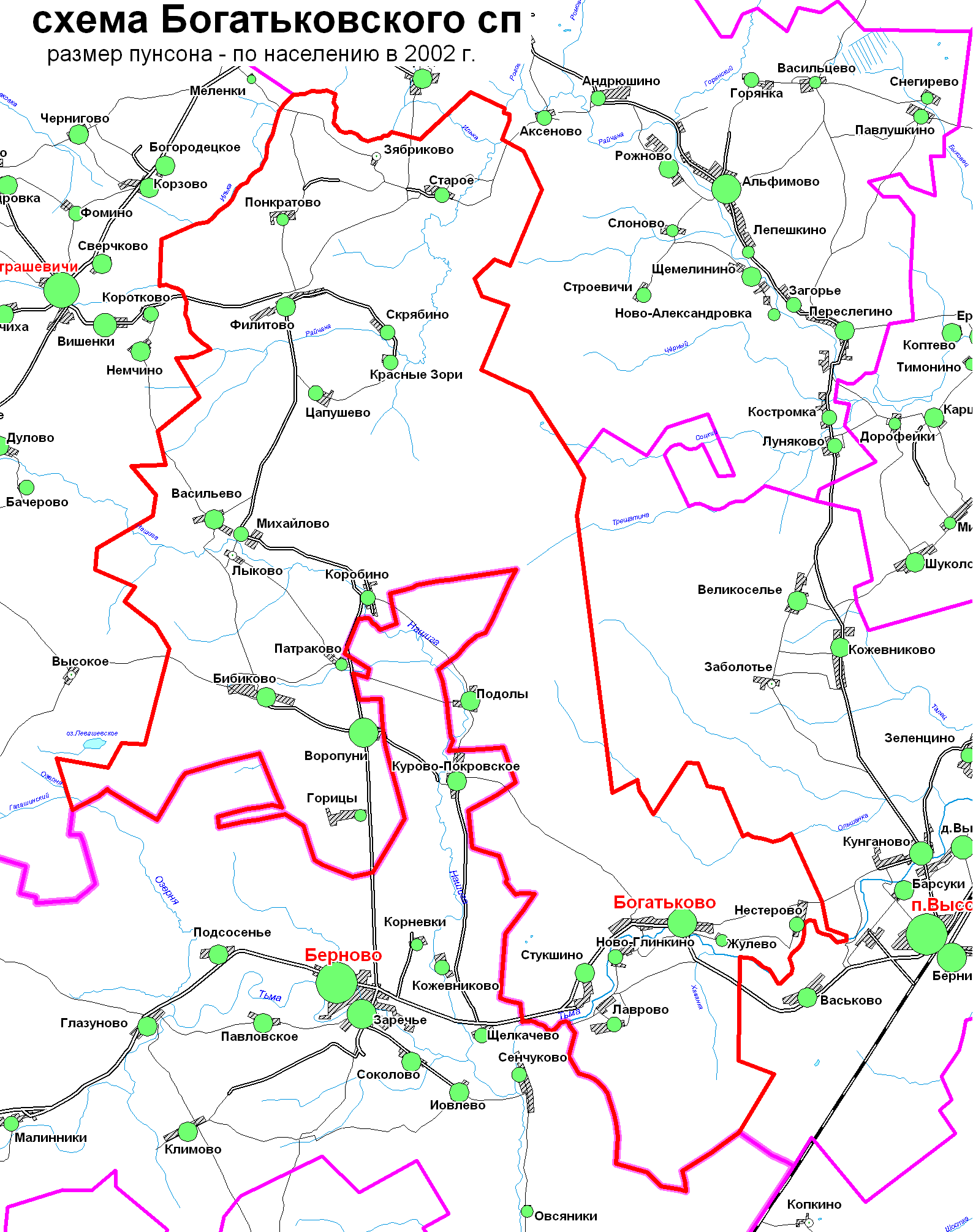
Схема Богатьковского СП

| Тип  | Название      | Население | Население | Население |
| Тип  | Название      | 1996      | 2002      | 2008      |
| ---- | ------------- | --------- | --------- | --------- |
| дер. | Богатьково    | 172       | 157       | 152       |
| дер. | Жулево        | 4         | 2         | 2         |
| дер. | Лаврово       | 9         | 6         | 6         |
| дер. | Ново-Глинкино | 12        | 8         | 1         |
| дер. | Стукшино      | 44        | 48        | 44        |
| дер. | Воропуни      | 136       | 112       | 102       |
| дер. | Бибиково      | 53        | 36        | 25        |
| дер. | Васильево     | 31        | 12        | 2         |
| дер. | Горицы        | 5         | 5         | 3         |
| дер. | Зябриково     | 0         | 0         | 0         |
| дер. | Коробино      | 11        | 8         | 7         |
| дер. | Красные Зори  | 3         | 8         | 2         |
| дер. | Лыково        | 2         | 0         | 0         |
| дер. | Михайлово     | 14        | 8         | 5         |
| дер. | Патраково     | 2         | 2         | 2         |
| дер. | Подолы        | 13        | 16        | 6         |
| дер. | Понкратово    | 7         | 3         | 2         |
| дер. | Скрябино      | 13        | 8         | 5         |
| дер. | Старое        | 12        | 6         | 3         |
| дер. | Филитово      | 34        | 21        | 11        |
| дер. | Цапушево      | 4         | 6         | 3         |

### Бывшие населенные пункты
На территории поселения исчезли деревни: Бородино (Знаменка), Бродово, Иванково, Иудиха, Ключи, Курчиха, Логовинка, Поплавня, Чурилково; хутора Борки, Зажигалиха, Новозябриково, Дроздиха, Зимницы и другие.
Деревня Старо-Глинкино присоединена к деревне Богатьково.

## История
В XI—XIV веках территория поселения находилась на границе Новгородской земли с Владимиро-Суздальским, затем Тверским княжеством. В XIV веке присоединена к Великому княжеству Московскому.
- После реформ Петра I территория поселения входила:
  - в 1708—1727 гг. в Санкт-Петербургскую (Ингерманляндскую 1708—1710 гг.) губернию, Тверскую провинцию,
  - в 1727—1775 гг. в Новгородскую губернию, Тверскую провинцию,
  - в 1775—1796 гг. в Тверское наместничество, Старицкий уезд,
  - в 1796—1924 гг. в Тверскую губернию, Старицкий уезд,
  - в 1924—1929 гг. в Тверскую губернию, Новоторжский уезд,
  - в 1929—1935 гг. в Западную область, Высоковский район,
  - в 1935—1963 гг. в Калининскую область, Высоковский район,
  - в 1963—1990 гг. в Калининскую область, Торжокский район,
  - с 1990 в Тверскую область, Торжокский район.

В середине XIX-начале XX века деревни поселения относились к Страшевской, Берновской и Дарской волостям Старицкого уезда.